# Pseudoprotapion astragali astragali
Pseudoprotapion astragali astragali é uma subespécie de insetos coleópteros polífagos pertencente à família Apionidae.
A autoridade científica da subespécie é Paykull, tendo sido descrita no ano de 1800.
Trata-se de uma subespécie presente no território português.